# Macrogol
El macrogol, también conocido como polietilenglicol (PEG ), se utiliza como medicamento para tratar el estreñimiento en niños y adultos. También se utiliza para vaciar los intestinos antes de una colonoscopia. Se toma por vía oral. Los beneficios suelen aparecer en tres días. Generalmente sólo se recomienda por un máximo de dos semanas.
Los efectos secundarios pueden incluir aumento de gases intestinales, dolor abdominal y náuseas. Los efectos secundarios raros pero graves pueden incluir ritmo cardíaco anormal, convulsiones y problemas renales. Su uso parece ser seguro durante el embarazo. Se clasifica como un laxante osmótico. Actúa aumentando la cantidad de agua en las heces.
El macrogol comenzó a utilizarse como preparador intestinal en 1980 y fue aprobado para uso médico en los Estados Unidos en 1999. Está disponible como medicamento genérico y sin receta. En el Reino Unido, a partir de 2019, el NHS pagó aproximadamente 0,14 libras por dosis. En Estados Unidos el costo mayorista de esta cantidad es de aproximadamente  1,40 dólares estadounidenses. En 2017, fue el medicamento número 162 más recetado en los Estados Unidos, con más de tres millones de recetas. Normalmente se formula junto con electrolitos.